# 比瓦爾德豐蒂杜埃尼亞
比瓦爾德豐蒂杜埃尼亞（西班牙語：Vivar de Fuentidueña）是西班牙拉古納德孔特雷拉斯自治市的一個地方，位於卡斯蒂利亞-萊昂自治區東南面，由塞戈維亞省管轄。

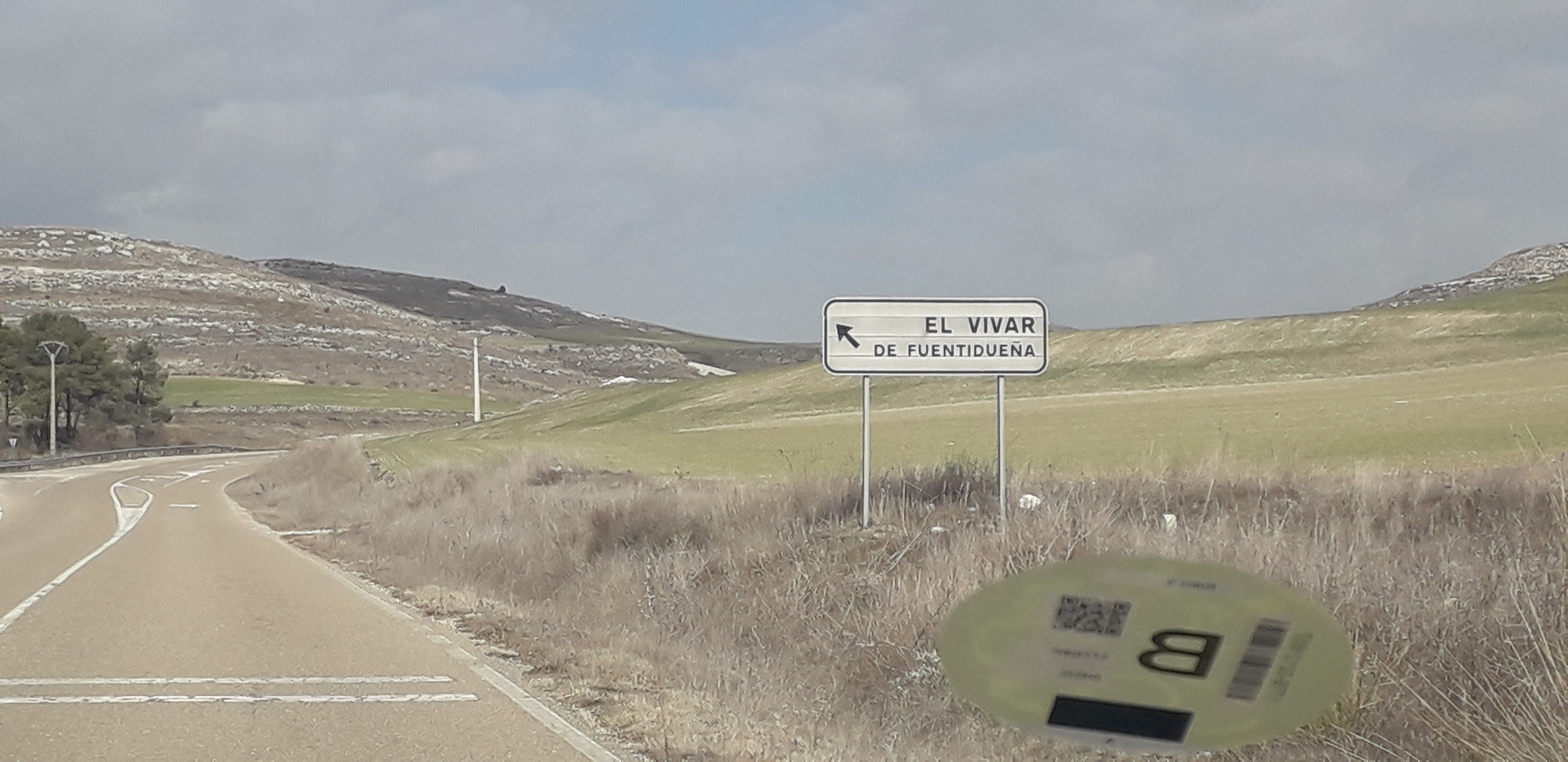

## 氣候
比瓦爾德豐蒂杜埃尼亞屬於地中海大陸氣候，由於高海拔及其與海岸遙遠的距離，其主要特點是：每年平均氣溫11.40℃，晝夜時氣溫會超過20ºC。冬天又長而冷，經常會出現霧和霜凍，夏季短而熱，平均高於30°C，但最低溫度略高於13°C。當地人說“九個月的冬天和三個地獄”證明了這一點。
平均降雨量很少（451,60毫米），但除夏季最乾旱季節（7280毫米）外，全年降雨量分佈平均。

## 節日
在7月22日，當地舉行紀念抹大拉的馬利亞的盛宴。